# A Stranger Things szereplőinek listája
A Stranger Things egy amerikai sci-fi-horror websorozat, amelyet a Duffer testvérek készítettek a Netflixnek
Szereplők: Tizenegy, Max, Mike, Dustin, Will, Lucas, Steve, Nancy, Robin, Joyce, Hopper, Bob, Vecna, Henry, Angela, Argyle, Jonathan, Erica, Chrissy, Eddie, Billy stb.

## Áttekintés

### Főszereplők
| Joyce Byers      | Winona Ryder         | Zsigmond Tamara                 | Fő     | Fő     | Fő     | Fő     |
| Jim Hopper       | David Harbour        | Debreczeny Csaba                | Fő     | Fő     | Fő     | Fő     |
| Mike Wheeler     | Finn Wolfhard        | Kretz Boldizsár (1–2., 4. évad) | Fő     | Fő     | Fő     | Fő     |
| Mike Wheeler     | Finn Wolfhard        | Bauer Gergő (3. évad)           | Fő     | Fő     | Fő     | Fő     |
| Tizenegy         | Millie Bobby Brown   | Vida Sára                       | Fő     | Fő     | Fő     | Fő     |
| Dustin Henderson | Gaten Matarazzo      | Kálmán Barnabás                 | Fő     | Fő     | Fő     | Fő     |
| Lucas Sinclair   | Caleb McLaughlin     | Tóth Márk                       | Fő     | Fő     | Fő     | Fő     |
| Nancy Wheeler    | Natalia Dyer         | Andruskó Marcella               | Fő     | Fő     | Fő     | Fő     |
| Jonathan Byers   | Charlie Heaton       | Márkus Sándor                   | Fő     | Fő     | Fő     | Fő     |
| Karen Wheeler    | Cara Buono           | Söptei Andrea                   | Fő     | Fő     | Fő     |        |
| Martin Brenner   | Matthew Modine       | Hirtling István                 | Fő     | Vendég |        | Fő     |
| Will Byers       | Noah Schnapp         | Mayer Marcell (1–2., 4. évad)   | Mellék | Fő     | Fő     | Fő     |
| Will Byers       | Noah Schnapp         | Gerő Botond (3. évad)           | Mellék | Fő     | Fő     | Fő     |
| Max Mayfield     | Sadie Sink           | Stern Hanna                     |        | Fő     | Fő     | Fő     |
| Steve Harrington | Joe Keery            | Ágoston Péter                   | Mellék | Fő     | Fő     | Fő     |
| Billy Hargrove   | Dacre Montgomery     | Novkov Máté                     |        | Fő     | Fő     | Vendég |
| Bob Newby        | Sean Astin           | Kerekes József                  |        | Fő     | Vendég |        |
| Sam Owens        | Paul Reiser          | Csankó Zoltán                   |        | Fő     | Vendég | Fő     |
| Robin Buckley    | Maya Thurman-Hawke   | Mórocz Adrienn                  |        |        | Fő     | Fő     |
| Erica Sinclair   | Priah Ferguson       | Kobela Kíra                     |        | Mellék | Fő     | Fő     |
| Murray Bauman    | Brett Gelman         | Jászberényi Gábor               |        | Mellék | Mellék | Fő     |
| Vecna            | Jamie Campbell Bower | Végh Péter                      |        |        |        | Fő     |
| Argyle           | Eduardo Franco       | Böröndi Bence                   |        |        |        | Fő     |
| Eddie Munson     | Joseph Quinn         | Ember Márk                      |        |        |        | Fő     |

### Mellékszereplők/vendégszereplők
| Karakter                | Színész                                                | Magyar szinkronhang | Évadok | Évadok | Évadok | Évadok |
| Karakter                | Színész                                                | Magyar szinkronhang | 1.     | 2.     | 3.     | 4.     |
| ----------------------- | ------------------------------------------------------ | ------------------- | ------ | ------ | ------ | ------ |
| Ted Wheeler             | Joe Chrest                                             | Hajdu Steve         | Mellék | Mellék | Mellék | Mellék |
| Holly Wheeler           | Anniston Price                                         |                     | Mellék | Mellék | Mellék | Mellék |
| Holly Wheeler           | Tinsley Price                                          |                     | Mellék | Mellék | Mellék | Mellék |
| Scott Clarke            | Randy Havens                                           | Dévai Balázs        | Mellék | Mellék | Vendég |        |
| Calvin Powell           | Rob Morgan                                             | Nagypál Gábor       | Mellék | Mellék | Vendég | Mellék |
| Phil Callahan           | John Paul Reynolds                                     | Jakab Márk          | Mellék | Mellék | Vendég | Mellék |
| Florence                | Susan Shalhoub Larkin                                  | Pálos Zsuzsa        | Mellék | Mellék | Vendég |        |
| Tommy Hagan             | Chester Rushing                                        |                     | Mellék | Mellék |        |        |
| Carol Perkins           | Chelsea Talmadge                                       |                     | Mellék | Mellék |        |        |
| Barb Holland            | Shannon Purser                                         | Nagy Katica         | Mellék | Vendég |        |        |
| Demogorgon              | Mark Steger                                            | eredeti nyelven     | Mellék |        |        |        |
| Lonnie Byers            | Ross Partridge                                         | Papp Dániel         | Mellék |        |        |        |
| Connie Frazier          | Catherine Dyer                                         | Antal Olga          | Mellék |        |        |        |
| Lead Agent              | Tobias Jelinek                                         |                     | Mellék |        |        |        |
| James Dante             | Cade Jones                                             |                     | Mellék |        |        |        |
| Troy Walsh              | Peyton Wich                                            |                     | Mellék |        |        |        |
| Terry Ives              | Aimee Mullins                                          |                     | Vendég | Mellék |        |        |
| Becky Ives              | Amy Seimetz                                            | Bánfalvi Eszter     | Vendég | Mellék |        |        |
| Claudia Henderson       | Tabitha Kilgore (1. évad) Catherine Curtin (2-4. évad) | Náray Erika         | Vendég | Mellék | Vendég | Mellék |
| Kali / Nyolc            | Linnea Berthelsen                                      | Dobó Enikő          |        | Mellék |        |        |
| Alexei                  | Alec Utgoff                                            | eredeti nyelven     |        |        | Mellék |        |
| Grigori                 | Andrey Ivchenko                                        | Kardos Róbert       |        |        | Mellék |        |
| Tom Holloway            | Michael Park                                           | Jakab Csaba         |        |        | Mellék |        |
| Bruce                   | Jake Busey                                             | Király Attila       |        |        | Mellék |        |
| Heather Holloway        | Francesca Reale                                        |                     |        |        | Mellék |        |
| Larry Kline             | Cary Elwes                                             | Kaszás Gergő        |        |        | Mellék |        |
| Doris Driscoll          | Peggy Miley                                            | Erdélyi Mária       |        |        | Mellék |        |
| Dimitri                 | Tom Wlaschiha                                          | Welker Gábor        |        |        |        | Mellék |
| Yuri                    | Nikola Đuričko                                         | Pál András          |        |        |        | Mellék |
| Jack Sullivan alezredes | Sherman Augustus                                       | Kálid Artúr         |        |        |        | Mellék |
| Jason Carver            | Mason Dye                                              | Hajdu Tibor         |        |        |        | Mellék |
| Victor Creel            | Robert Englund                                         | Dunai Tamás         |        |        |        | Mellék |
| Hatch igazgató          | Ed Amatrudo                                            | Cserna Antal        |        |        |        | Mellék |
| Vickie                  | Amybeth McNulty                                        |                     |        |        |        | Mellék |